# ليو فون كونينغ
ليو فون كونينغ (بالألمانية: Leo von König)‏ هو رسام ألماني، ولد في 28 فبراير 1871 في براونشفايغ في ألمانيا، وتوفي في 9 أبريل 1944 في توتزينغ في ألمانيا.

## معرض صور

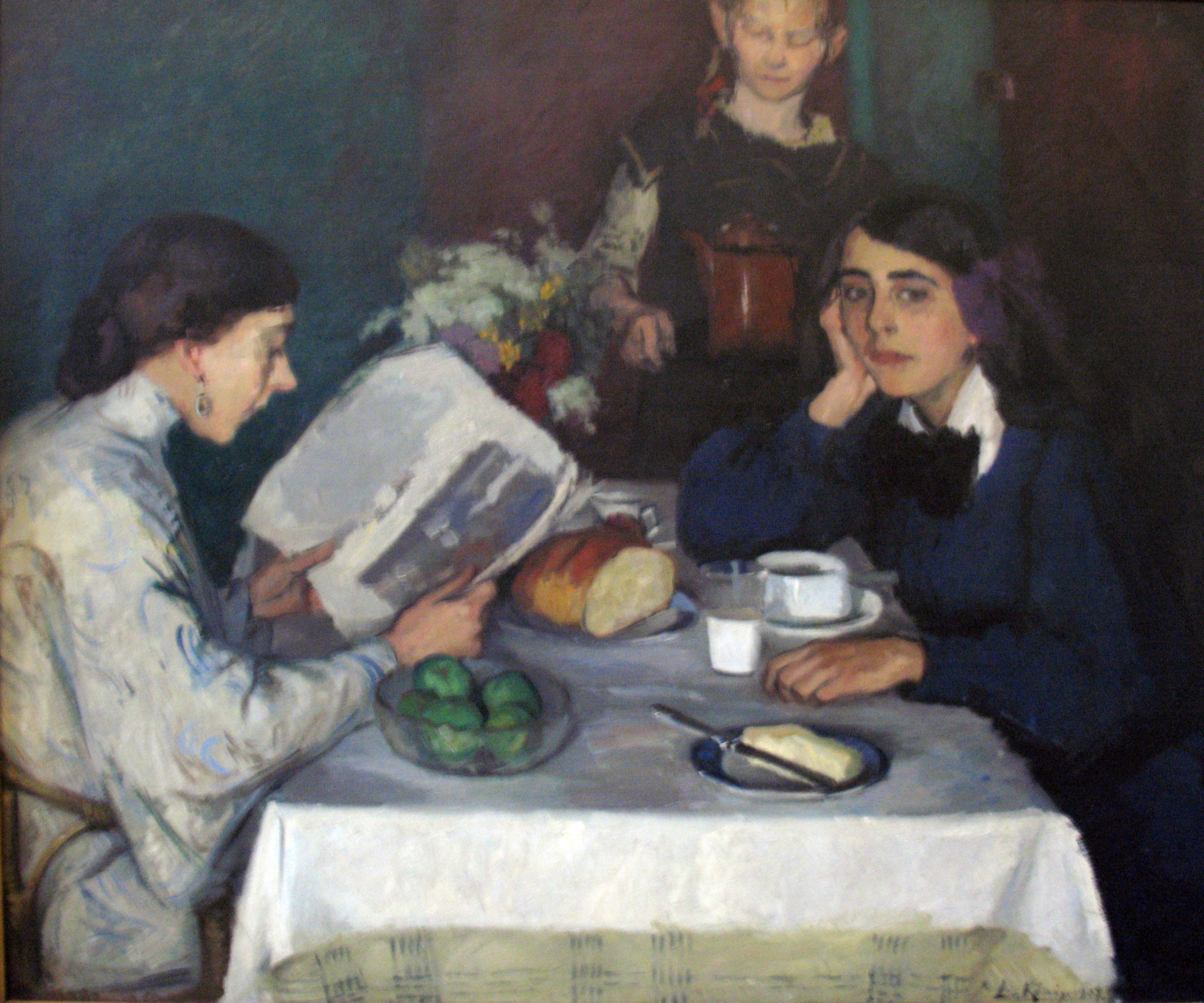
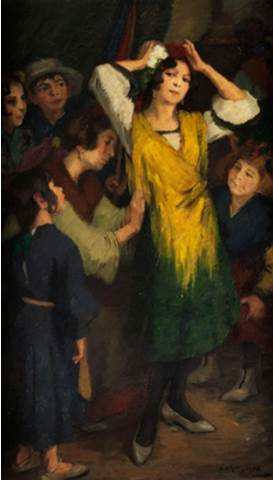
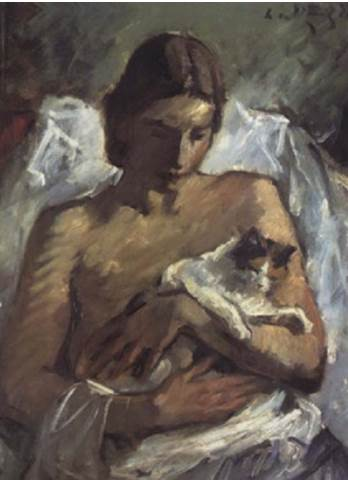
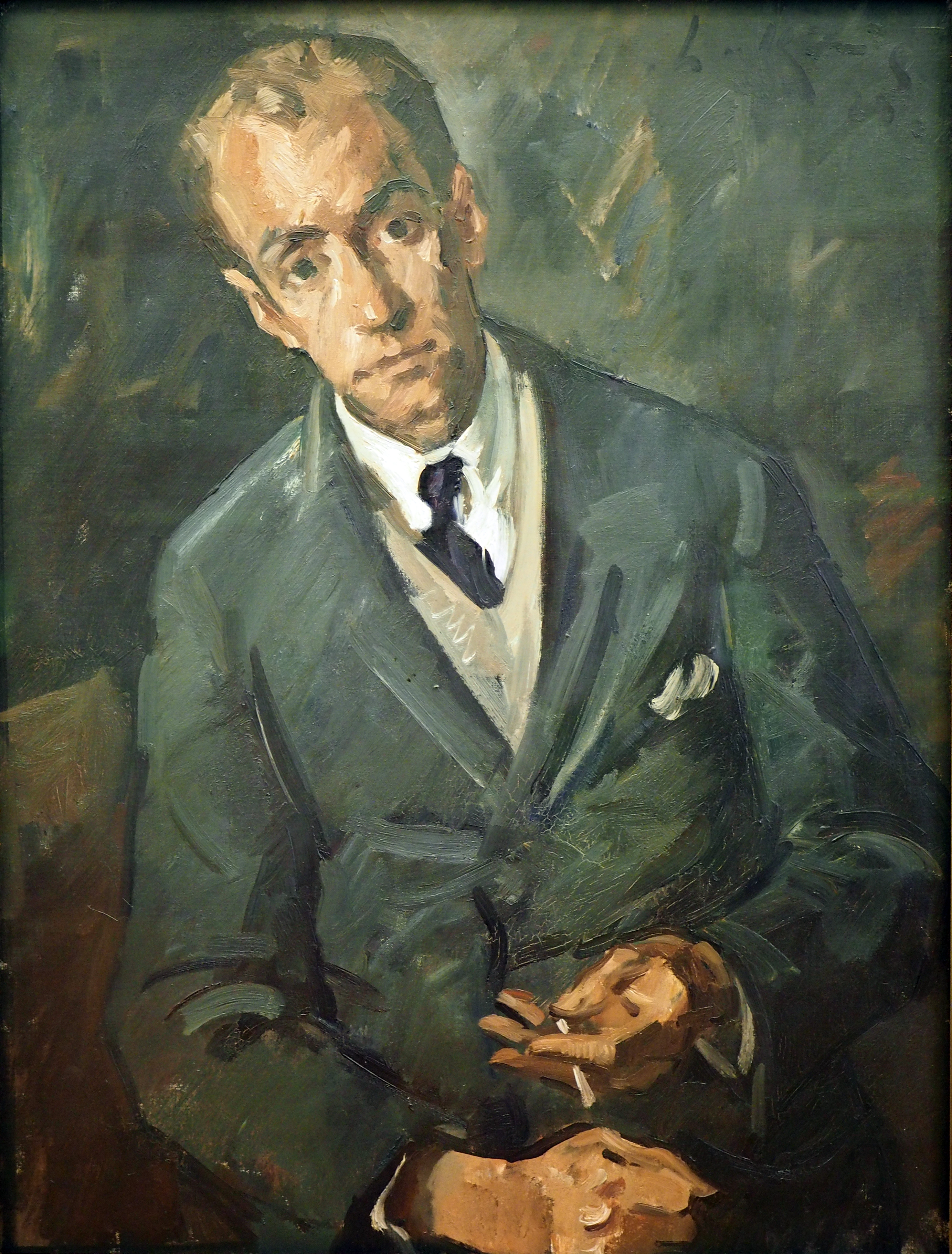

## وصلات خارجية
- ليو فون كونينغ على موقع أوليمبيديا (الإنجليزية)
- ليو فون كونينغ على موقع مونزينجر (الألمانية)